# Mimomyia aurata
Mimomyia aurata är en tvåvingeart som först beskrevs av Doucet 1951.  Mimomyia aurata ingår i släktet Mimomyia och familjen stickmyggor.
Artens utbredningsområde är Madagaskar. Inga underarter finns listade i Catalogue of Life.